# Transjurajska Kolej Elektryczna
Transjurajska Kolej Elektryczna – planowana jednotorowa zelektryfikowana linia kolejowa o długości ok. 50 km w południowej Polsce, w woj. małopolskim i woj. śląskim, która ma stanowić połączenie Krakowa z Olkuszem i zarazem najszybsze połączenie z Centralną Magistralą Kolejową i Częstochową.
Pomysł budowy linii po raz pierwszy pojawił się w 2016 r. czasopiśmie kolejowym, gdzie przedstawił go olkuski radny Wojciech Ozdoba. W końcu 2017 r. samorząd województwa małopolskiego przeznaczył ok. 1 mln zł w budżecie województwa na 2018 rok na opracowanie dokumentu studyjnego dotyczącego budowy linii kolejowej Olkusz – Kraków.
Proponowana linia ma łączyć linię 133 z Krakowa do Jaworzna Szczakowej w okolicach Zabierzowa przez miejscowości: Dubie, Dębnik, Paczółtowice, Gorenice do Olkusza, a dalej w stronę Pustyni Błędowskiej i Niegowonice, zaś w miejscowości Łazy ma włączyć się do linii kolejowej nr 1 z Warszawy do Katowic.